# Arbeitsgemeinschaft für produktive Flüchtlingshilfe
Die Arbeitsgemeinschaft für produktive Flüchtlingshilfe e. V. war ein Verein, der von 1949 (als e. V.: 1950) bis 1952 bestand und für die Beantragung der Finanzierungsmittel, Planung, Organisation und Abrechnung des ersten und größten Wohnungsbauprojektes in Westdeutschland nach dem Zweiten Weltkrieg, dem „ERP-Programm 10.000 Flüchtlingswohnungen“ gegründet wurde.
Das ERP-Sonderprogramm wurde in Schleswig-Holstein realisiert und auf der Basis der Typenplanungen der Arbeitsgemeinschaft für zeitgemäßes Bauen e. V. und mit weiterer Unterstützung durch Landesmittel im Rahmen der Sozialen Wohnraumförderung Schleswig-Holstein erfolgreich umgesetzt.
Nach der Durchführung des Sonderprogramms und der Abrechnung aller 84 Einzelbauvorhaben im Mai 1952 wurde die Arbeitsgemeinschaft wieder aufgelöst.

## Mitglieder und Gründung
Die Arbeitsgemeinschaft für produktive Flüchtlingshilfe wurde am 29. September 1949 in Köln gegründet.
Auf Einladung des Deutschen Gewerkschaftsbundes traten in Köln zusammen:
- 1. Der Deutsche Gewerkschaftsbund, britische Zone, Düsseldorf,
- 2. Das Sozialministerium Schleswig-Holstein,
- 3. die Landesarbeitsgemeinschaft der Heimatvertriebenen Schleswig-Holstein,
- 4. der Gesamtverband Gemeinnütziger Wohnungsunternehmen, vertreten durch den Verband norddeutscher Wohnungsunternehmen, Hamburg,
- 5. die Großeinkaufs-Gesellschaft Deutscher Konsumgenossenschaften m. b. H., Hamburg.
- Als sechstes und siebentes Mitglied wurden Anfang 1950 die Gewerkschaft Bau-Steine-Erden und die Arbeitsgemeinschaft Schleswig-Holsteinischer Wohnungsunternehmen aufgenommen.

Am 26. Februar 1950 beschloss die Mitgliederversammlung in Kiel die Umwandlung der Arbeitsgemeinschaft in einen rechtsfähigen Verein; die Eintragung in das Vereinsregister Kiel erfolgte am 4. April 1950 unter der Nummer 818. Die Auflösung der Arbeitsgemeinschaft erfolgte am 1. Mai 1952.

„Die Arbeitsgemeinschaft stellt sich als ein Versuch dar, durch eine neue wirtschaftspolitische Konstruktion der großen Notstandsaufgaben unserer Gegenwart Herr zu werden. Der Versuch mußte gewagt werden, weil diese Aufgaben weder auf liberale Weise noch rein bürokratisch, d.h. auf dem Verwaltungswege, zu lösen sind.“

## Satzungsaufgaben
Auszug aus der Satzung der Arbeitsgemeinschaft für produktive Flüchtlingshilfe e. V., Kiel-Wik, den 13. Mai 1950:
(…)
§ 2 Zweck der Arbeitsgemeinschaft
(1) Zweck der Arbeitsgemeinschaft ist die Aufstellung und organisatorische Vorbereitung eines zusätzlichen Wohnungsbauprogramms für Flüchtlinge in Schleswig-Holstein. Zu ihren Aufgaben gehört ferner die Überwachung der Durchführung dieses Programms durch die als Bauherren von ihr bestimmten gemeinnützigen Wohnungsunternehmen und der sonst an der Durchführung Beteiligten, mit dem Ziel, dass die Zusagen, die im Antrag an die ECA auf Bereitstellung von ERP-Mitteln gemacht wurden, eingehalten werden.
(2) Die Arbeitsgemeinschaft verfolgt ihre Ziele auf ausschließlich und unmittelbar gemeinnütziger Grundlage. Ihr Zweck ist nicht auf einen wirtschaftlichen Geschäftsbetrieb gerichtet. Eine Betätigung als Bauherr ist ausgeschlossen. (…)

## Vorstand und Arbeit der Arbeitsgemeinschaft für produktive Flüchtlingshilfe e.V.
Das Sozialministerium Schleswig-Holstein übernahm die Klärung aller politischen und sozialen Fragen und schirmte das Projekt nach außen.
Die Arbeitsgemeinschaft für produktive Flüchtlingshilfe beschaffte die zusätzlichen Finanzierungsmittel (ECA-Mittel) (…) und entschied über die zu bauenden Haustypen(…) der Arbeitsgemeinschaft für zeitgemäßes Bauen e. V., sie klärte die Mietrichtsätze und gab die Richtlinien für die Besetzung der Wohnungen. Zu diesem Zweck hat sie acht Arbeitstagungen in Kiel abgehalten.
Im Übrigen wurden die Geschäfte durch den Vorstand geführt, der aus je einem Vertreter des DBG-Bundesvorstandes (Dr. Reinhold Nimptsch) und des Sozialministeriums (Walter Damm) bestand.
Der Vorstand führte die Aufsicht über die zentrale Geschäftsstelle und bearbeitete die Angelegenheiten von Presse und Öffentlichkeitsarbeit. Die vom Bundesministerium beauftragte Evaluation und Projekt-begleitende Bauforschung fand durch die Arbeitsgemeinschaft für zeitgemäßes Bauen e. V. statt.

## Die zentrale Geschäftsstelle
Die zentrale Geschäftsstelle wurde im Dezember 1949 gebildet, um die Pläne der Arbeitsgemeinschaft praktisch durchzuführen. Man übertrug ihr folgende Aufgaben:
- die zentrale Leitung des Bauprogramms: die Geschäftsstelle bearbeitete die „Leitsätze“ und Richtlinien und gab so die  „Durchführungsverordnungen“ zu den Grundgedanken des Programms, sie wirkte bei der Auswahl der Gemeinnützigen Wohnungsunternehmen und der von diesen vorgeschlagenen Architekten mit
- die zentrale Planung: die Geschäftsstelle war bei der Auswahl der Standorte und der Festlegung der einzelnen Bauvorhaben beteiligt; sie schrieb die zentrale Lieferung der Fenster und Türen aus und vergab gemeinsam mit der GEG Großeinkaufs-Gesellschaft Deutscher Konsumgenossenschaften (diese als Treuhänderin der Arbeitsgemeinschaft) die zentralen Aufträge für Fenster, Türen und Bauteile (Öfen, Herde, Wannen, Becken, Beschläge etc.)
- die zentrale Regelung der Finanzierungsfragen
- die Überwachung der Bauten
- Mitwirkung bei der Wohnungsvergabe
- Allgemeine Beratung und Erfahrungsaustausch in Kooperation mit der Arbeitsgemeinschaft für zeitgemäßes Bauen e. V.

Mit (im Durchschnitt 16) eigenen Angestellten begann die Geschäftsstelle im Februar 1950. Die vorherigen Leistungen wurden durch Mitarbeiter des Sozialministeriums, der Arbeitsgemeinschaft für zeitgemäßes Bauen e. V. und freischaffenden Architekten aus der Arbeitsgemeinschaft für zeitgemäßes Bauen e. V. erbracht, die auch bei der Bauüberwachung und Auswertung der bauwirtschaftlichen Ergebnisse weiter mitwirkten.
Im Juni 1952 fand die Abrechnung der Einzelbauvorhaben, die Prüfung der Abrechnungen durch die Geschäftsstelle und die Nachfinanzierung der Verteuerungen mit der Landestreuhandstelle ihren Abschluss.